# Logan nemzetközi repülőtér
A Logan nemzetközi repülőtér (IATA: BOS, ICAO: KBOS) az Amerikai Egyesült Államok egyik jelentős nemzetközi repülőtere. Massachusetts államban, Bostonban található. Éves utasforgalma 36 090 716 fő (2022).

## Futópályák
A repülőtér futópályái:
- 04L/22R (7864 ft, 150 ft, aszfalt)
- 04R/22L (10 006 ft, 150 ft, aszfalt)
- 09/27 (7001 ft, 150 ft, aszfalt)
- 14/32 (5000 ft, 100 ft, aszfalt)
- 15L/33R (2557 ft, 100 ft, aszfalt)
- 15R/33L (10 083 ft, 150 ft, aszfalt)

## Forgalom
Az utasforgalom az elmúlt években az alábbi módon változott:
| Utasok száma | 26 415 593 | 24 199 930 | 26 142 516 | 27 725 443 | 25 512 086 | 29 349 759 | 33 515 905 | 38 412 419 | 12 618 128 | 40 833 978 |
|              | 1998       | 2001       | 2004       | 2006       | 2009       | 2012       | 2015       | 2017       | 2020       | 2023       |

## Légitársaságok és úticélok
2023-ban a Logan nemzetközi repülőtérről az alábbi járatok indulnak:
| Légitársaság                  | Célállomások | Ref.   |
| ----------------------------- | --- | ------ |
| Aer Lingus                    | Dublin, Shannon | [ 2 ]  |
| Aeroméxico                    | Mexico City (újrakezdődik 2024. március 21-től) | [ 3 ]  |
| Air Canada                    | Toronto–Pearson Szezonális: Montréal–Trudeau, Vancouver | [ 5 ]  |
| Air Canada Express            | Halifax, Montréal–Trudeau | [ 5 ]  |
| Air France                    | Párizs-Charles de Gaulle repülőtér | [ 6 ]  |
| Alaska Airlines               | Portland (OR), San Diego, San Francisco, Seattle/Tacoma | [ 7 ]  |
| Allegiant Air                 | Asheville, Destin/Fort Walton Beach, Knoxville Szezonális: Grand Rapids, Indianapolis, Norfolk, Sarasota | [ 8 ]  |
| American Airlines             | Austin, Charlotte, Chicago–O'Hare, Dallas/Fort Worth, London–Heathrow, Los Angeles, Miami, New York–JFK, New York–LaGuardia, Philadelphia, Phoenix–Sky Harbor, Washington–National Szezonális: Cancún, Montego Bay, Providenciales, Punta Cana | [ 9 ]  |
| American Eagle                | Cincinnati, Columbus–Glenn, Harrisburg, Indianapolis, Louisville, Memphis, New York–JFK, Rochester (NY), St. Louis, Syracuse Szezonális: Halifax, Hilton Head, Key West (újrakezdődik 2023. december 23-tól), Traverse City, Washington–National, Wilmington (NC) | [ 9 ]  |
| Avianca                       | Bogotá | [ 11 ] |
| Avianca El Salvador           | San Salvador |        |
| Azores Airlines               | Ponta Delgada, Porto (kezdődik 2024. június 4-től), Terceira Szezonális: Funchal (kezdődik 2024. június 5-től) | [ 14 ] |
| BermudAir                     | Bermuda | [ 15 ] |
| Boutique Air                  | Massena | [ 16 ] |
| British Airways               | London–Heathrow | [ 17 ] |
| Cape Air                      | Augusta (ME), Bar Harbor, Hyannis, Lebanon (NH), Martha's Vineyard, Nantucket, Provincetown, Rockland, Rutland, Saranac Lake/Lake Placid | [ 18 ] |
| Cathay Pacific                | Hongkong | [ 19 ] |
| Condor                        | Szezonális: Frankfurt | [ 20 ] |
| Copa Airlines                 | Panama City–Tocumen | [ 21 ] |
| Delta Air Lines               | Amszterdam, Atlanta, Austin, Cancún, Charleston (SC), Chicago–O'Hare, Cincinnati, Dallas/Fort Worth, Denver, Detroit, Dublin, Fort Lauderdale, Fort Myers, Jacksonville (FL), Kansas City, Las Vegas, Lisszabon, London–Heathrow, Los Angeles, Miami, Milwaukee, Minneapolis/St. Paul, Nashville, New Orleans, New York–JFK, New York–LaGuardia, Orlando, Párizs-Charles de Gaulle repülőtér, Phoenix–Sky Harbor, Raleigh/Durham, Róma–Fiumicino, Salt Lake City, San Diego, San Francisco, San Juan, Seattle/Tacoma, Tampa, Tel-Aviv, West Palm Beach Szezonális: Aruba, Athén, Edinburgh, Montego Bay, Myrtle Beach, Nassau, Providenciales (újrakezdődik February 17, 2024), Punta Cana | [ 23 ] |
| Delta Connection              | Baltimore, Charleston (SC), Charlotte, Cleveland, Columbus–Glenn, Indianapolis, Jacksonville (FL), Kansas City, Louisville, Memphis, Milwaukee, Nashville, Newark, New York–JFK, New York–LaGuardia, Norfolk, Philadelphia, Pittsburgh, Richmond, Savannah, Washington–National Szezonális: Traverse City, Wilmington (NC) | [ 23 ] |
| El Al                         | Tel-Aviv | [ 24 ] |
| Emirates                      | Dubai–International | [ 25 ] |
| Etihad Airways                | Abu-Dzabi (kezdődik 2024. március 31-től) | [ 26 ] |
| Frontier Airlines             | Orlando, Philadelphia | [ 27 ] |
| Hawaiian Airlines             | Honolulu | [ 28 ] |
| Iberia                        | Madrid | [ 29 ] |
| Icelandair                    | Reykjavík–Keflavík | [ 30 ] |
| ITA Airways                   | Róma–Fiumicino | [ 31 ] |
| Japan Airlines                | Tokio–Narita | [ 32 ] |
| JetBlue                       | Amszterdam, Aruba, Atlanta, Austin, Baltimore, Barbados, Bermuda, Buffalo, Cancún, Charleston (SC), Charlotte, Chicago–O'Hare, Cleveland, Dallas/Fort Worth, Denver, Detroit, Fort Lauderdale, Fort Myers, Grenada, Houston–Intercontinental, Jacksonville (FL), Kansas City, Las Vegas, London–Gatwick, London–Heathrow, Los Angeles, Miami, Milwaukee, Minneapolis/St. Paul, Montego Bay, Nashville, Nassau, New Orleans, New York–JFK, New York–LaGuardia, Orlando, Párizs-Charles de Gaulle repülőtér (kezdődik 2024. április 3-tól), Philadelphia, Phoenix–Sky Harbor, Pittsburgh, Punta Cana, Raleigh/Durham, Richmond, Rochester (NY) (vége 2023. november 27-től), Salt Lake City, San Antonio, San Diego, San Francisco, San Juan, Santiago de los Caballeros, Santo Domingo–Las Américas, Savannah, Seattle/Tacoma, Syracuse, Tampa, Washington–National, West Palm Beach Szezonális: Asheville, Bozeman, Dublin (kezdődik 2024. március 13-tól), Grand Cayman, Hayden/Steamboat Springs, Key West, Liberia (CR), Martha's Vineyard, Nantucket, Portland (OR), Providenciales, Puerto Plata, Sacramento, San Jose (CA), Sarasota, St. Lucia–Hewanorra, St. Maarten, St. Thomas, Vancouver | [ 35 ] |
| KLM                           | Amszterdam | [ 36 ] |
| Korean Air                    | Szöul–Incshon | [ 37 ] |
| LATAM Brasil                  | São Paulo–Guarulhos | [ 38 ] |
| Level                         | Barcelona | [ 39 ] |
| Lufthansa                     | Frankfurt, München | [ 40 ] |
| Norse Atlantic Airways        | Szezonális: London–Gatwick | [ 41 ] |
| Play                          | Reykjavík–Keflavík | [ 42 ] |
| Porter Airlines               | Ottawa, Toronto–Billy Bishop | [ 43 ] |
| Qatar Airways                 | Doha | [ 44 ] |
| Scandinavian Airlines         | Koppenhága | [ 45 ] |
| Southwest Airlines            | Baltimore, Chicago–Midway, Denver, Nashville, Orlando, St. Louis Szezonális: Houston–Hobby | [ 46 ] |
| Spirit Airlines               | Atlanta, Charleston (kezdődik 2024. április 5-től), Charlotte, Dallas/Fort Worth, Fort Lauderdale, Fort Myers, Houston–Intercontinental (kezdődik 2024. április 5-től), Las Vegas, Miami, Myrtle Beach, Nashville, Norfolk (kezdődik 2024. április 5-től), Orlando, San Juan | [ 48 ] |
| Sun Country Airlines          | Szezonális: Minneapolis/St. Paul | [ 49 ] |
| Swiss International Air Lines | Zürich | [ 50 ] |
| TAP Air Portugal              | Lisszabon | [ 51 ] |
| Turkish Airlines              | Isztambul | [ 52 ] |
| United Airlines               | Chicago–O'Hare, Denver, Houston–Intercontinental, Los Angeles, Newark, San Francisco, Washington–Dulles | [ 53 ] |
| United Express                | Chicago–O'Hare, Newark, Washington–Dulles | [ 54 ] |
| Virgin Atlantic               | London–Heathrow | [ 55 ] |
| WestJet                       | Szezonális: Calgary | [ 56 ] |